# Fuglekonger
Fuglekonger (Regulidae) er en familie af spurvefugle, der kun indeholder slægten Regulus. I Danmark er fuglekongen den mest almindelige art, mens den rødtoppede fuglekonge kun yngler stabilt i Sønderjylland. Fuglekongerne har tidligere været en del af sangerfamilien, men har fået deres egen familie som følge af molekylære undersøgelser af deres gener. Familiens arter er udbredt i Nordamerika og Eurasien.

## Arter
- Fuglekonge, Regulus regulus
- Rødtoppet fuglekonge, R. ignicapilla
- Madeirafuglekonge, R. madeirensis
- Taiwanfuglekonge, R. goodfellowi
- Amerikansk fuglekonge, R. satrapa
- Rubinfuglekonge, R. calendula